# Stylopoda groteana
Stylopoda groteana là một loài bướm đêm trong họ Noctuidae.